# Ever Present Past
Ever Present Past è una canzone di Paul McCartney dell'album Memory Almost Full (2007) e pubblicata come lato-A del suo cinquantottesimo singolo, il secondo per l'etichetta Hearmusic di Starbucks. Il pezzo, come in generale tutto l'album, è un brano spiccatamente pop: infatti, Macca, deluso dal risultato del precedente Chaos and Creation in the Backyard (2005), prodotto da Nigel Godrich, fece una brusca virata dal precedente, caratterizzato da un sound molto beatlesiano, facendo un forte uso di sintetizzatori.

## Descrizione
Ever Present Past venne registrata dal solo Paul McCartney agli Hog Hill Mill Studios nel Sussex, sotto la produzione di David Kahne; il mixaggio venne invece realizzato da Andy Wallace ai Soundtrack Studios di New York. La canzone venne pubblicata come seconda traccia di Memory Almost Full, pubblicato a giugno 2007 dalla Hearmusic, subito dopo il lead single, Dance Tonight. Oltre la metà del disco, che ha ricevuto un buon successo commerciale, mentre invece le critiche non furono particolarmente lodanti, è stato principalmente suonato dal solo Macca, con solo sei tracce condivise con altri musicisti. Esiste un videoclip di Ever Present Past, nel quale McCartney balla con sedici ragazze. Anche l'EP Amoeba's Secret (2009) venne registrato il 27 giugno 2007, e contiene, come traccia d'apertura, Only Mama Knows; sia le b-sides del singolo che l'interno extended play sono state eseguite dal vivo nel corso di una massiccia opera di promozione per Memory Almost Full.

## Il singolo
Il singolo presentava come b-sides due brani registrati dal vivo il 27 giugno 2007 all'Amoeba Music di Los Angeles; la backing band per McCartney comprendeva Brian Ray, Abe Laboriel Jnr, Rusty Anderson e David Arch. I pezzi sono, in ordine, Only Mama Knows e Dance Tonight. I lati B vennero mixati da David Kahne al SeeSquared Studios, sempre di New York. Un'altra versione dell'SP, pubblicata su 45 giri 7" con il numero di serie 723 0621, ha per lato B House of Wax, registrato nella stessa location di L.A.
La copertina presenta un artwork ad opera di "Rebecca and Mike", con fotografie di Alex Reilly. Sul CD, appare un'immagine tratta dal videoclip del brano. Il singolo arrivò all'85ª posizione della classifica britannica, posizione molto distante da quella dell'SP precedente, Dance Tonight, la 26°.